# Heliconius penelope
Heliconius penelope är en fjärilsart som beskrevs av Otto Staudinger 1894. Heliconius penelope ingår i släktet Heliconius och familjen praktfjärilar. Inga underarter finns listade i Catalogue of Life.